# Stadion Hadżiego Dimityra w Sliwenie
Stadion Hadżiego Dimityra (bułg. Стадион Хаджи Димитър) – wielofunkcyjny stadion w Sliwenie, w Bułgarii. Obiekt powstał w latach 50. XX wieku. Może pomieścić 10 000 widzów. Swoje spotkania rozgrywają na nim piłkarze klubu OFK Sliwen 2000. 27 października 1976 roku piłkarska reprezentacja Bułgarii przegrała na tym obiekcie w meczu towarzyskim z NRD 0:4, a 28 marca 1984 roku w spotkaniu eliminacyjnym do turnieju piłkarskiego na Igrzyskach Olimpijskich 1984 Bułgaria zremisowała z Grecją 0:0. W 2007 roku obiekt był jedną z aren Pucharu Regionów UEFA. Rozegrano na nim trzy mecze fazy grupowej oraz finał turnieju. W 2011 roku na stadionie odbyły się lekkoatletyczne Mistrzostwa Krajów Bałkańskich. Obiekt był również jedną z aren piłkarskich Mistrzostw Europy U-17 w 2015 roku. Rozegrano na nim cztery spotkania fazy grupowej turnieju oraz jeden mecz barażowy o udział w Mistrzostwach Świata.